# Monomma
Monomma es un género de escarabajos de la familia Zopheridae. El género fue descrito científicamente primero por Klug en 1833. 
Lista de especies del género
- Monomma abstrusum Waterhouse, 1879
- Monomma abyssinicum Gestro, 1872
- Monomma acutoculum Freude, 1984
- Monomma aeneipenne Freude, 1957
- Monomma altum Freude, 1984
- Monomma ambrense Freude, 1961
- Monomma amicum Freude, 1958
- Monomma anale Freude, 1958
- Monomma antinorii Gestro, 1872
- Monomma asymmetricum Freude, 1959
- Monomma atronitens Fairmaire, 1883
- Monomma attenuatum Pic, 1954
- Monomma auberti Oberthur, 1883
- Monomma auratum Freude, 1957
- Monomma aureoscutellatum Freude, 1959
- Monomma babaulti Pic, 1924
- Monomma bakeri Pic, 1924
- Monomma basilewskyi Freude, 1958
- Monomma bechynei Freude, 1957
- Monomma bertiae Freude, 1984
- Monomma boreooccidentale Freude, 1957
- Monomma brevecarinatum Freude, 1984
- Monomma brunneum Thomson
- Monomma brunnipes Guérin, 1844
- Monomma camerunense Freude, 1958
- Monomma caprai Freude, 1958
- Monomma chopardi Freude, 1957
- Monomma compressum Freude, 1957
- Monomma corpulentum Freude, 1957
- Monomma cuneioculatum Freude, 1957
- Monomma cuneipenne Freude, 1957
- Monomma densepunctatum Pic, 1933
- Monomma distinctipenne Pic, 1924
- Monomma dubiosum Freude, 1957
- Monomma elevatum Pic, 1924
- Monomma espanoli Freude, 1958
- Monomma faccai Pic, 1954
- Monomma fortepunctatum Freude, 1958
- Monomma foveolatum Pic, 1924
- Monomma freyi Freude, 1957
- Monomma frieseri Freude, 1957
- Monomma fuerschi Freude, 1959
- Monomma gazanum Freude, 1958
- Monomma gibbosum Thomson
- Monomma giganteum Guérin, 1845
- Monomma glabrum Freude, 1957
- Monomma globulosum Oberthur, 1883
- Monomma gracileirroratum Freude, 1957
- Monomma gyrinoides Freude, 1957
- Monomma haafi Freude, 1957
- Monomma horni Pic, 1933
- Monomma immaculatum Pic, 1924
- Monomma impressicolle Pic, 1954
- Monomma incisum Freude, 1959
- Monomma irroratum Freude, 1957
- Monomma itemovale Freude, 1957
- Monomma jaegeri Freude, 2000
- Monomma janaki Freude, 2000
- Monomma kaszabi Freude, 1957
- Monomma klugii Guérin, 1844
- Monomma kraatzi Pic, 1933
- Monomma kulzeri Freude, 1957
- Monomma lukuledianum Freude, 1958
- Monomma machatschkei Freude, 1957
- Monomma macrooculum Freude, 1958
- Monomma maculatum Guérin, 1844
- Monomma madagassicum Freude, 1957
- Monomma mangokyense Freude, 1959
- Monomma mariae Freude, 1957
- Monomma maroantsetranum Freude, 1962
- Monomma maximum Oberthur, 1883
- Monomma micromaculatum Freude, 1959
- Monomma microovale Freude, 1984
- Monomma microprocerus Freude, 1957
- Monomma micros Freude, 1957
- Monomma microspeculum Freude, 1984
- Monomma microspinum Freude, 1957
- Monomma mocambiquense Freude, 1958
- Monomma mocquerisi Freude, 1957
- Monomma monstrosum Freude, 1957
- Monomma montanum Freude, 1984
- Monomma multi-punctatum Pic, 1924
- Monomma mycotretoide Ancey, 1881
- Monomma natalense Pic, 1924
- Monomma nigritum Freude, 1957
- Monomma nonmaculatum Freude, 1957
- Monomma nonsepultum Freude, 1957
- Monomma notabile Fairmaire, 1883
- Monomma occidentale Freude, 1958
- Monomma olbrechtsi Freude, 1958
- Monomma ovale Freude, 1957
- Monomma pauliani Freude, 1957
- Monomma pellitum Freude, 1957
- Monomma perrieri Freude, 1957
- Monomma perroti Pic, 1924
- Monomma philippinarum Pic, 1924
- Monomma planispinum Freude, 1957
- Monomma procerulum Freude, 1957
- Monomma profundepunctatum Freude, 1958
- Monomma prolatum Freude, 1957
- Monomma pruinosum Champion, 1917
- Monomma pseudominutissimum Freude, 1962
- Monomma pseudosepultum Freude, 1957
- Monomma puberolum Freude, 1957
- Monomma puncticolle Oberthür, 1883
- Monomma pusillum Guérin, 1844
- Monomma quadrimaculatum Waterhouse, 1879
- Monomma remedellii Pic, 1954
- Monomma resinorum Hope, 1842
- Monomma robinsoni Freude, 1961
- Monomma rubiginosum Fairmaire, 1893
- Monomma rufipes Pic
- Monomma rufolineatum Pic, 1924
- Monomma rugosicolle Freude, 1962
- Monomma rugosipenne Freude, 1957
- Monomma semiaeneum Pic, 1924
- Monomma semicarinatum Freude, 1957
- Monomma semirufum Pic, 1934
- Monomma semispinum Freude, 1984
- Monomma senegalense Fairmaire, 1894
- Monomma sepultum
- Monomma seriepunctatum Fairmaire, 1893
- Monomma sicardi Freude, 1984
- Monomma simile Freude, 1957
- Monomma simplex Freude, 1959
- Monomma singaporense Pic, 1924
- Monomma speculum Freude, 1984
- Monomma splendidulum Fairmaire, 1883
- Monomma stenotarsoide Ancey, 1881
- Monomma subaeneum Pic
- Monomma subopacum Fairmaire, 1883
- Monomma subtilecarinatum Freude, 1957
- Monomma sudanicum Gredler, 1877
- Monomma taylori Freude, 1958
- Monomma theresae Freude, 1957
- Monomma trapezicolle Freude, 1957
- Monomma tricarinatum Freude, 1957
- Monomma triplacinum Gerstacker, 1871
- Monomma tulearense Freude, 1962
- Monomma uhligi Freude, 2000
- Monomma uniforme Pic, 1933
- Monomma vansoni Freude, 1958
- Monomma venzoi Freude, 1959
- Monomma viridipenne Freude, 1957
- Monomma wittmeri Freude, 1977
- Monomma zavattarii Pic, 1952

## Subespecies
- Monomma attenuatum attenuatum
- Monomma attenuatum subcarinatum
- Monomma boreooccidentale boreooccidentale
- Monomma brunneum laosense
- Monomma brunnipes acirratum
- Monomma brunnipes congoense
- Monomma brunnipes kivuense
- Monomma brunnipes ruandense
- Monomma brunnipes uelense
- Monomma giganteum angolense
- Monomma giganteum joliveti
- Monomma irroratum tulearense
- Monomma rufipes damaranum
- Monomma rufipes umtalinum
- Monomma rufipes zumpti
- Monomma sepultum bisicirratum
- Monomma subtilecarinatum subtilecarinatum
- Monomma triplacinum centrale